# Городець (Велізький район)
Городець (рос. Городец) — присілок Велізького району Смоленської області Росії. Входить до складу Будницького сільського поселення.
Населення — 7 осіб (2007 рік).